# Maximilian Kessler

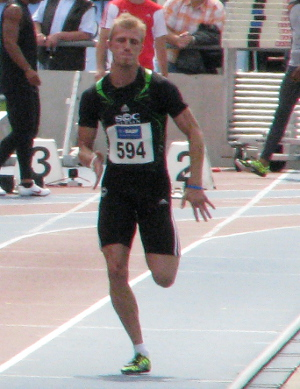
Maximilian Kessler beim DLV-WM-Testwettkampf 2011 in Mannheim

Maximilian Kessler (* 6. April 1989) ist ein deutscher Leichtathlet, der sich auf den Sprint spezialisiert hat.

## Leben
Kessler spielte zunächst Fußball, bis er zur Leichtathletik kam. Bei den deutschen Juniorenmeisterschaften 2009 wurde er Dritter mit der 4-mal-100-Meter-Staffel und 2010 Zweiter mit der 4-mal-400-Meter-Staffel. 2011 gewann er bei den deutschen Juniorenmeisterschaften sowohl im Einzel über 100 Meter, als auch mit der 4-mal-100-Meter-Staffel. Bei den U23-Europameisterschaften, die im selben Jahr in Ostrava ausgerichtet wurden, gewann er mit der deutschen 4-mal-100-Meter-Staffel (Florian Hübner, Maximilian Kessler, Robin Erewa, Felix Göltl) in 39,19 s die Bronzemedaille.
Im Erwachsenenbereich wurde Kessler schon bei den deutschen Meisterschaften 2009 in der 4-mal-100-Meter-Staffel eingesetzt, mit der er Platz zwei erreichte. 2011 gewann er mit der Staffel (George Petzold, Eric Franke, Maximilian Kessler, Lucas Jakubczyk) in Kassel bei den deutschen Meisterschaften. Im Jahr darauf wurde er in der Halle Dritter über 60 und 200 Meter sowie Zweiter mit der 4-mal-200-Meter-Staffel. 2013 gewann Kessler bei den deutschen Hallenmeisterschaften im 200-Meter-Lauf. Im August 2013 wurde er für die 4-mal-100-Meter-Staffel für die Weltmeisterschaften 2013 in Moskau nachnominiert.
Kessler startet seit 2007 für den SCC Berlin und trainiert bei Carsten Köhrbrück.
Seit dem 1. Juli 2022 arbeitet Kessler als Athletiktrainer bei der Profimannschaft des Fußball-Bundesligisten SC Freiburg.

## Persönliche Bestleistungen
- 100 Meter: 10,37 s, 6. Juli 2013 in Ulm
  - 60 Meter Halle: 6,69 s, 25. Februar 2012 Karlsruhe
- 200 Meter: 20,86 s, 27. Juli 2012 in Weinheim
  - Halle: 21,07 s, 26. Februar 2012 in Karlsruhe